# Curetis saronis
Curetis saronis är en fjärilsart som beskrevs av Moore 1877. Curetis saronis ingår i släktet Curetis och familjen juvelvingar. Inga underarter finns listade i Catalogue of Life.

## Bildgalleri

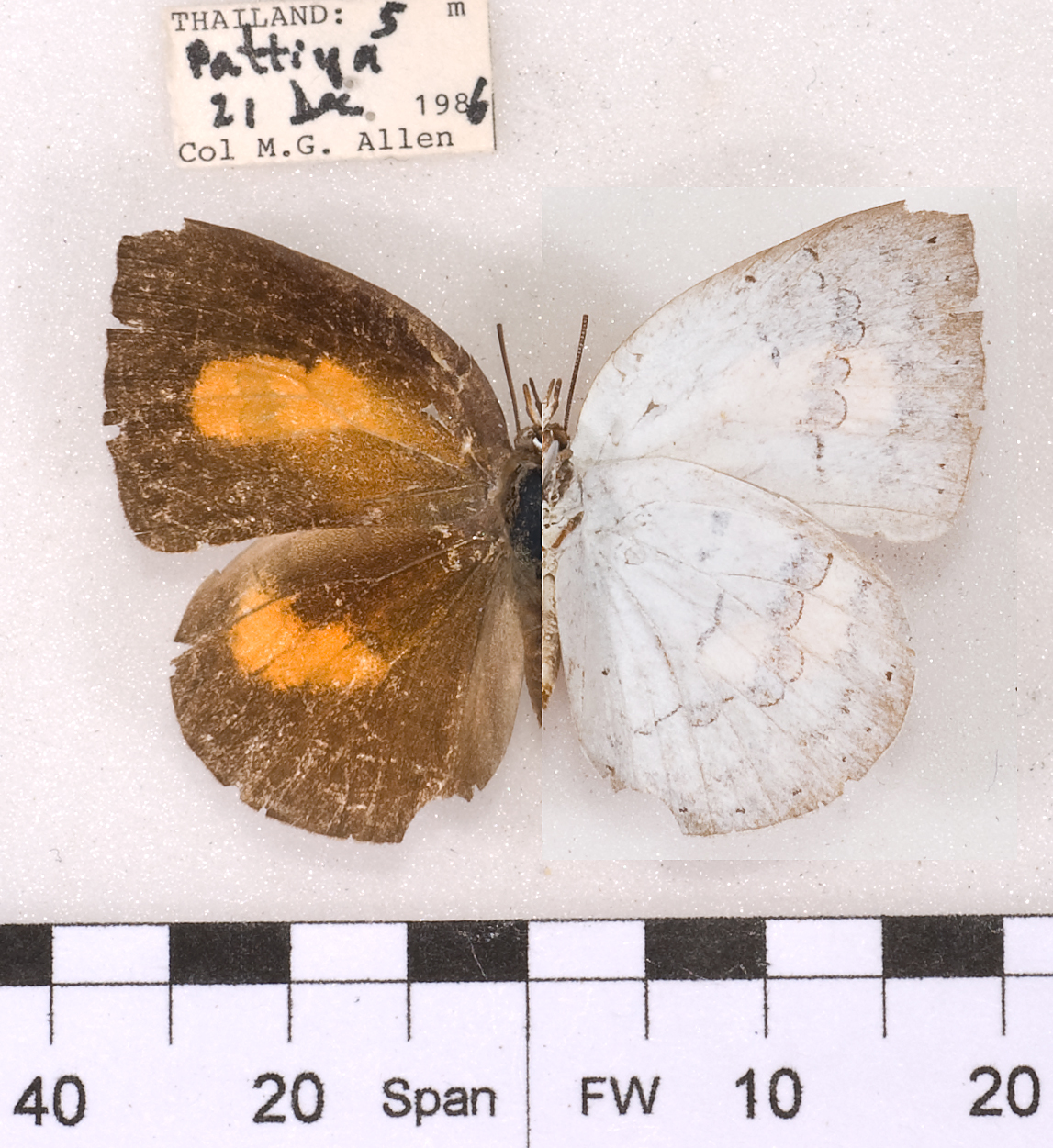